# Ahmed Abdul Rahim Al Attar Tower
De Ahmed Abdul Rahim Al Attar Tower (Gevora Hotel) is een wolkenkrabber aan Sheikh Zayed Road in Dubai, Verenigde Arabische Emiraten. De bouw begon in 2005 en eindigde in 2018. Tussen november 2006 en mei 2007 lag de bouw stil. De ontwikkelaar had namelijk de aannemer Al Fara'a Contracting ontslagen. De constructie werd hervat met Naresco Contracting Co. als aannemer. In 2018 kreeg het hotel de titel van 'Hoogste hotel ter wereld'. Voor 2018 stond het record op de naam van het JW Marriott Marquis Dubai Hotel. Ook staat het gebouw in de top 10 van hoogste gebouwen van Dubai. 

## Ontwerp
De Ahmed Abdul Rahim Al Attar Tower is 356 meter hoog. De wolkenkrabber, die door Gulf Engineering & Consultants in postmoderne stijl is ontworpen, bevat een hotel.

## Ligging
Het hotel ligt vlak bij het zakencentrum Dubai International Financial Centre. Ook loopt de rode lijn van de metro langs de weg waar het hotel gelegen is.